# Ole Madsen
Ole Madsen   (Copenhaguen, 21 de desembre de 1934 - 26 de març de 2006) fou un futbolista danès de la dècada de 1960.
Fou 44 cops internacional amb la selecció de Dinamarca.
Pel que fa a clubs, defensà els colors de Hellerup IK i Sparta Rotterdam.